# Csongnung (Sindok királyné)
A Csongnung (Jeongneung) (hangul: 정릉, handzsa: 貞陵) Szöul Szongbuk-ku (Seongbuk-gu) kerületében található Csoszon (Joseon)-kori koreai királysír, melybe Thedzso (Taejo) király feleségét, Sindok (Sindeok) királynét temették.

## Története
A sírt korjói (goryeói) mintára építették, Csoszon (Joseon) első királynőjének, Sindok (Sindeok) királynénak. Eredetileg Hanjang (Hanyang) Csong-tong (Jeong-dong) városrészében helyezték el, 1409-ben azonban Thedzsong (Taejong) király (Thedzso (Taejo) ötödik fia) parancsára áthelyezték, királynői címétől megfosztották és ágyassá alacsonyították a rangját. Sírja egyes elemeit építkezéseken újrahasznosították, például a Cshonggjecshon (Cheonggyecheon) patak Kvangthonggjo (광통교, Gwangtonggyo) hídjának építésekor. A kőfigurák száma is kevesebb, mint más királysírokon. 1669-ben Szong Sijol (Song Si-yeol) neves konfuciánus tudós petícióját követően kezdték meg a sír helyreállítását királynéhoz méltó nyughellyé.
| Sír neve                     | Elhunytak neve                                                    | Év   |
| ---------------------------- | ----------------------------------------------------------------- | ---- |
| Csongnung (정릉, Jeongneung) | Sindok (신덕, Sindeok) királyné (Thedzso (Taejo) király felesége) | 1409 |

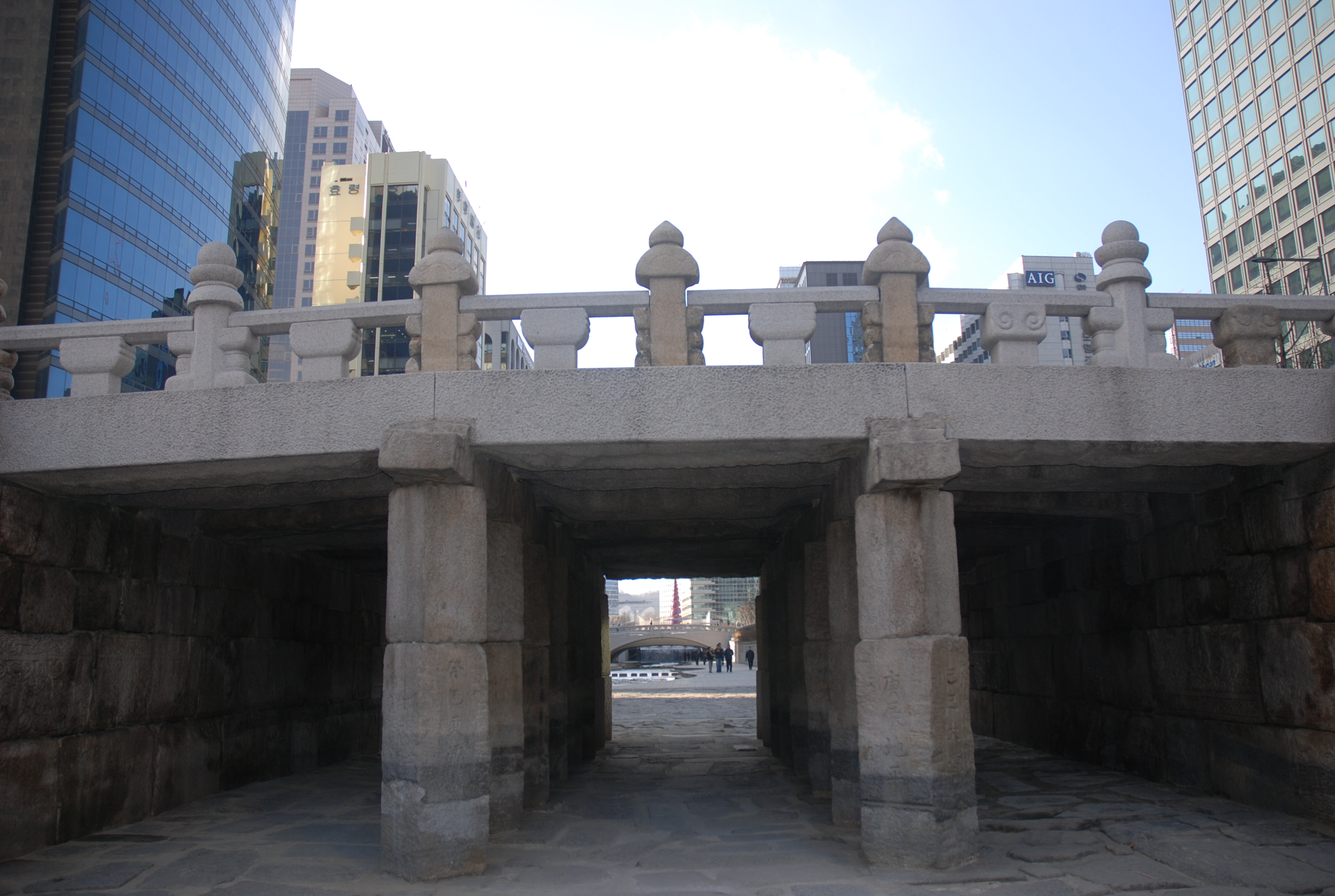
A Kvangthonggjo (광통교, Gwangtonggyo) Sindok (Sindeok) királyné sírjának kőelemeiből készült